# Scribus
Scribus er et Grafisk designprogram (DTP) som bliver udgivet som fri software under GPL-licens. Det er udviklet med Qt-værktøj, sådan at det støtter de største platforme, sådan som Linux, Mac OS X, Microsoft Windows i tillæg til f.eks. OS/2. Det konkurrerer med kommercielle programvare pakker som Adobe PageMaker, QuarkXPress og Adobe InDesign.